# ریچارد آیوادی
ریچارد آیوادی (انگلیسی: Richard Ayoade؛ زادهٔ ۲۵ دسامبر ۱۹۷۷) یک هنرپیشه، کمدین، کارگردان و نویسنده اهل بریتانیا است. وی از سال ۱۹۹۸ میلادی تاکنون مشغول فعالیت بوده‌است.
از فیلم‌ها یا برنامه‌های تلویزیونی که وی در آن نقش داشته‌است می‌توان به گروه آی‌تی اشاره کرد.